# Incidente nucleare
Un incidente nucleare o incidente radiologico è un evento in cui viene prodotta un'emissione di materiale radioattivo o un livello di radioattività suscettibile di apportare pregiudizio alla salute pubblica.
Può prodursi a vari livelli di gravità in una centrale nucleare o in un impianto nucleare militare o civile, oppure anche in stabilimenti dove vi sia una qualsiasi attività legata alla manipolazione di elementi radioattivi come impianti di produzione del combustibile nucleare o di manipolazione delle scorie radioattive, laboratori di ricerca e reparti radiologici degli ospedali.
Allo scopo di valutare tempestivamente la gravità di un incidente nucleare è usato un modello internazionale, la scala INES, che classifica gli eventi nucleari che coinvolgono ambiti civili. Ai livelli più alti della scala INES, dal 4 al 7, corrispondono gli incidenti nucleari. I livelli più bassi, da 0 a 3, sono riservati ai guasti che presentano un impatto lieve all'esterno dell'impianto e con esposizione radiologica della popolazione circostante entro i limiti prescritti.
Gli incidenti nucleari occorsi in ambito militare non sono compresi nella scala INES.
Gli incidenti, seppur gravi e potenzialmente molto pericolosi, non vengono considerati incidenti nucleari propriamente detti se non si verifica perdita di radiazioni, pur venendo coinvolti materiali fissili.
A livello giornalistico, con enfasi sensazionalistiche, vengono talvolta definiti impropriamente incidenti nucleari, semplici guasti o incidenti di altra natura che si verificano in zone con impianti nucleari.

## Tipi di incidenti
In linea di massima gli incidenti nucleari più gravi sono quelli che coinvolgono i reattori delle centrali nucleari per via della maggiore quantità di materiali altamente radioattivi in essi presenti e il tipo di incidente che può favorire la dispersione del materiale radioattivo nell'ambiente circostante. Seguono poi gli incidenti che riguardano le scorie nucleari e quelli dei rifiuti ospedalieri radiologici.
Sebbene i guasti ad una centrale nucleare con i relativi effetti possano essere di tipo diverso, in generale gli aspetti più critici in termini di sicurezza del funzionamento di un reattore nucleare a fissione, per i quali storicamente si sono verificati i due maggiori incidenti nucleari della storia (disastro di Černobyl' e incidente di Fukushima), sono quelli legati alla gestione della grande energia termica prodotta dalla reazione di fissione, essenzialmente suddivisibile in due problemi specifici:
- il controllo della potenza termica generata dalla reazione a catena ovvero il mantenimento della reazione nucleare di fissione in uno stato di criticità tale da autoalimentarsi in maniera stabile (tipicamente questo problema si evita con un opportuno dimensionamento della cosiddetta massa critica del combustibile nucleare nel reattore e con l'uso di barre di moderazione);
- i problemi legati ai sistemi di raffreddamento dei reattori stessi in modo da dissipare il calore in eccesso prodotto dalla reazione evitando che questo possa portare a sua volta:
  - alla temutissima fusione delle barre di combustibile nucleare nel nucleo del reattore per le elevatissime temperature raggiunte (il cosiddetto meltdown nucleare, totale o parziale);
  - a esplosioni del reattore stesso per effetto della liberazione di gas esplosivi, quali ad esempio l'idrogeno, in seguito a reazioni chimiche innescate a loro volta dalle elevatissime temperature;
  - al rilascio controllato di questi gas misti ad elementi radioattivi per evitarne l'esplosione all'interno del reattore sempre in condizioni critiche di surriscaldamento.

In tutti i casi si ha liberazione di quantitativi di radioattività in misura variabile elevati, in alcuni casi catastrofici per la sicurezza pubblica e che possono facilmente portare al danneggiamento irreversibile del reattore almeno per quanto riguarda i primi due casi.
Altri tipi di incidenti nucleari che possono verificarsi sono quelle che riguardano il trattamento di rimozione e smaltimento dei prodotti di scarto del reattore stesso o dei centri ospedalieri con attività radiologiche ovvero le ben note scorie nucleari e quello di produzione e maneggiamento del combustibile nucleare nelle rispettive impianti di produzione: anche questi incidenti hanno avuto corso, sebbene in maniera meno grave, nella storia dell'energia nucleare.
La storia degli incidenti nucleari, nel bene e nel male, ha comunque portato con sé il miglioramento dei sistemi di sicurezza nei vari tipi di impianto: ad ogni incidente nucleare avvenuto i livelli di sicurezza dei reattori di nuova concezione/progettazione sono stati portati ad un livello superiore in virtù dell'evidenza e del superamento dei fattori di criticità o debolezza intrinseci emersi nella realizzazione e funzionamento dei reattori precedenti. Ciascun reattore al mondo possiede quindi i propri standard di sicurezza in base alla sua progettazione e realizzazione nonché altrettanto specifiche procedure standard.

## Scala di valutazione per gli incidenti
La IAEA ha stabilito una scala (scala INES - International Nuclear Event Scale) di gravità degli eventi possibili in una centrale nucleare o in altra installazione civile, che si articola nei seguenti 8 livelli:
- Livello 0 (deviazione): evento senza rilevanza sulla sicurezza.
- Livello 1 (anomalia): evento che si differenzia dal normale regime operativo, che non coinvolge malfunzionamenti nei sistemi di sicurezza, né rilascio di contaminazione, né sovraesposizione degli addetti.
- Livello 2 (guasto): evento che riguardi malfunzionamento delle apparecchiature di sicurezza, ma che lasci copertura di sicurezza sufficiente per malfunzionamenti successivi, o che risulti in esposizione di un lavoratore a dosi eccedenti i limiti e/o che porti alla presenza di radionuclidi in aree interne non progettate allo scopo, e che richieda azione correttiva.
  - esempi: l'evento di Civaux, in Francia (1998) e di Forsmark, in Svezia (2006).
- Livello 3 (guasto grave): un incidente sfiorato, in cui solo le difese più esterne sono rimaste operative, e/o rilascio esteso di radionuclidi all'interno dell'area calda, oppure effetti verificabili sugli addetti, o infine rilascio di radionuclidi tali che la dose critica cumulativa sia dell'ordine di decimi di mSv.
- Livello 4 (incidente senza rischio esterno): evento causante danni gravi all'installazione (ad esempio fusione parziale del nucleo) e/o sovraesposizione di uno o più addetti che risulti in elevata probabilità di decesso, e/o rilascio di radionuclidi tali che la dose critica cumulativa sia dell'ordine di pochi mSv.
- Livello 5 (incidente con rischio esterno): Evento causante danni gravi all'installazione e/o rilascio di radionuclidi con attività dell'ordine di centinaia di migliaia di TBq come 131I, e che possa sfociare nell'impiego di contromisure previste dai piani di emergenza.
  - esempi: l'incidente di Three Mile Island, negli USA (1979), l'incidente di Windscale, in Gran Bretagna (1957) e l'incidente di Goiânia, in Brasile (1987).
- Livello 6 (incidente grave): evento causante un significativo rilascio di radionuclidi e che potrebbe richiedere l'impiego di contromisure.
  - esempi: l'incidente di Kyštym, in URSS (1957).
- Livello 7 (incidente molto grave): evento causante rilascio importante di radionuclidi, con estesi effetti sulla salute e sul territorio.
  - esempi: l'incidente di Černobyl', in URSS (Attuale Ucraina) (1986) e l'incidente di Fukushima, in Giappone (2011).

## Incidenti nucleari catalogati con la scala INES
Ad oggi, si sono verificati i seguenti incidenti nucleari che possono venire catalogati con la scala INES:
- 21 agosto 1945, 4º livello INES, (Los Alamos, Nuovo Messico, USA)

Harry K. Daghlian Jr., un tecnico incaricato a lavorare nel settore Omega del Los Alamos National Laboratory, provoca involontariamente una massa critica lasciando cadere uno dei blocchetti di Carburo di tungsteno che stava impilando vicino a una sfera di Plutonio. Nonostante i due materiali vengano separati immediatamente, Daghlian viene esposto a una dose letale di radiazione e muore qualche giorno più tardi, il 15 settembre.
- 21 maggio 1946, 4º livello INES, (Los Alamos, Nuovo Messico, USA)

Durante una dimostrazione scientifica alla presenza di diversi scienziati, il fisico Louis Slotin avvicina due semisfere di berillio che racchiudono una sfera di plutonio, generando quindi involontariamente una massa critica a causa della precedente rimozione del meccanismo di separazione delle due semisfere composto da una molla. Nonostante Slotin avesse separato immediatamente le due semisfere gli osservatori riferirono di aver percepito un'ondata di calore e di aver osservato un lieve bagliore causato dalla ionizzazione dell'aria circostante, e non come alcuni ritengono dall'Effetto Čerenkov che si verifica soltanto in mezzi più densi dell'aria. A causa della sua prossimità alle due semisfere Slotin assorbì però una dose letale di radiazioni e morì il 30 maggio dello stesso anno, mentre gli spettatori verranno esposti a una dose di 1,7 Gray. Questo episodio fu successivamente anche riportato nel film Fat Man and Little Boy.
La sfera di Plutonio utilizzata era la stessa del precedente incidente di Daghlian e venne soprannominata "Demon Core".
- 12 dicembre 1952 5º livello INES (Chalk River, Canada)

Si tratta del primo incidente che ha interessato un reattore nucleare. L'evento interessò il cosiddetto reattore NRX presso i Chalk River Laboratories nei pressi di Ottawa. Durante alcuni test a causa delle incomprensioni tra il personale addetto al reattore furono inviati dati errati presso la sezione di controllo del reattore che causarono la parziale fusione nucleare del reattore. A causa del successivo surriscaldamento del refrigerante del reattore vi fu un'esplosione che provocò la fuoriuscita di liquido refrigerante contaminato che fu fatto confluire in una cava abbandonata per evitare la contaminazione del fiume Ottawa. Tra il personale inviato sul posto per partecipare alle operazioni di bonifica vi fu anche il futuro presidente Jimmy Carter, all'epoca tecnico della marina.
- 29 settembre 1957, 6º livello INES, Majak (Urali dell'URSS)

Nell'impianto di Majak, in una zona degli Urali dell'URSS, si verificò nel 1957 un incidente del 6º livello della scala INES. È il terzo incidente nucleare più grave della storia dopo quelli di Černobyl' e di Fukushima. Di questo incidente si conosce poco per il fatto di aver interessato un sito militare segreto. Infatti in realtà l'incidente non coinvolse una centrale nucleare ma piuttosto un deposito di materiali radioattivi di un sito militare. Il rilascio di radioattività nell'ambiente costrinse l'autorità a interdire l'area circostante che fortunatamente non era molto popolata.
- 10 ottobre 1957, 5º livello INES, Windscale (Gran Bretagna)

Nella centrale nucleare di Windscale (l'odierna Sellafield) si assistette alla combustione lenta della grafite del reattore senza che i tecnici se ne rendessero conto, se non dopo un paio di giorni. A causa di ciò vi fu una fuga abbastanza consistente di radioattività, benché parecchio minore di Černobyl'. Attraverso la ciminiera della centrale, infatti, i fumi finirono in atmosfera e si dovettero prendere misure precauzionali per la popolazione inglese. In seguito all'incidente, comunque, ci si prodigò per la progettazione di misure di sicurezza più efficaci in Gran Bretagna.
- 3 gennaio 1961, 4º livello INES, Reattore SL-1 (Idaho Falls USA)

Esplosione di vapore e fusione del reattore a seguito di un'impropria estrazione delle barre di controllo. Rilascio di 80 Ci di Iodio-131 e di 1100 Ci di prodotti di fissione in atmosfera
- 1966, 4º livello INES, Centrale Fermi 1 (USA)[5]

Meltdown parziale a causa del blocco del fluido refrigerante. Fu riparato e quindi chiuso definitivamente nel 1972
- 21 gennaio 1969, 4º livello INES, Lucens (Svizzera)

La fusione del reattore in seguito ad un difetto di raffreddamento causò una massiccia contaminazione della caverna nella quale era collocato il reattore. Non si registrò alcuna contaminazione né tra gli addetti della centrale né tanto meno all'esterno dell'impianto.
- 1973, 4º livello INES, Windscale (Gran Bretagna)

Ulteriore incidente nucleare a Windscale.
- 1977, 4º livello INES, Buhunice A1 (Cecoslovacchia)

Danneggiamento grave del 25% degli elementi di combustibile e contaminazione di parte dell'impianto.
- 28 marzo 1979, 5º livello INES, Three Mile Island (Pennsylvania, USA)

L'incidente di Three Mile Island che si verificò nella omonima centrale situata nei pressi dell'abitato di Harrisburg causò un rilascio di radioattività nell'ambiente a seguito dello scarico all'esterno di un eccesso di vapore che aveva saturato il circuito primario. In seguito al surriscaldamento del reattore vi fu una fuga di radionuclidi gassosi quali lo Xeno e vapori di Iodio. La popolazione della città poco distante che contava 140 000 persone venne evacuata per precauzione e secondo le stime ufficiali non vi furono conseguenze sanitarie. Tuttavia, la parziale fusione del nocciolo a causa del surriscaldamento dello stesso rese inutilizzabile il reattore, con conseguenti gravi danni finanziari per i proprietari della centrale.
- 13 marzo 1980, 4º livello INES, Saint-Laurent-Nouan (Francia)

L'incidente fu causato dalla fusione di un canale del carburante del reattore. Non vi fu tuttavia rilascio di radiazione al di fuori dell'impianto.
- 26 aprile 1986, 7º livello INES, Černobyl' (URSS)

L'incidente di Černobyl' si verificò in una centrale nucleare nei pressi della cittadina di Pripyat e comportò la fusione del combustibile, l'esplosione e lo scoperchiamento del reattore, la fuga in aria di combustibile polverizzato, scorie radioattive e vari materiali radioattivi. In parte l'incidente fu provocato da alcune caratteristiche problematiche del reattore, ma in gran parte è da imputarsi a un errore umano, dal momento che i tecnici esclusero manualmente tutti i sistemi di sicurezza.
La conseguenza dello scoperchiamento del reattore e della fuga in atmosfera di isotopi radioattivi fu una vasta contaminazione ambientale. Il rapporto ufficiale redatto da agenzie dell'ONU (OMS, UNSCEAR, IAEA e altre) stila un bilancio di 65 morti accertati con sicurezza più altri 4 000 morti presunti (che non sarà possibile associare direttamente al disastro) per tumori e leucemie su un arco di 80 anni. Secondo Greenpeace invece, i decessi direttamente o indirettamente imputabili a Černobyl'sarebbero fino all'ordine dei 6.000.000 di 100.000 individui nei successivi 70 anni per tutti i tumori, questa è probabilmente una stima al rialzo considerata la differenza con le stime ufficiali.
- 13 settembre 1987, 5º livello INES, Goiânia (Brasile)

L'incidente di Goiânia causò la morte di 4 persone, mentre 6 ricevettero dosi radioattive di alcuni Gray. È uno fra gli incidenti nucleari più gravi della storia, essendo stati raggiunti livelli di radiazione all'esterno di un impianto nucleare che furono superati solo dagli incidenti di Černobyl', Majak e Fukushima Dai-ichi. L'incidente fu causato da un apparecchio di radioterapia abbandonato in un ospedale che fu recuperato da alcuni ferrivecchi per rivenderne il metallo. Il cesio-137, prodotto attivo dell'apparecchio, fu disperso nell'ambiente attirando numerosi curiosi a causa dalla luce blu prodotta dalla ionizzazione dell'aria circostante. Oltre alle 4 persone morte nel giro di 75 giorni, 249 persone furono contaminate, di cui 49 dovettero essere ospitalizzate, e 21 furono trasferite in terapia intensiva. Fu necessario rimuovere 3 500 m³ di scorie radioattive per decontaminare il sito nel quale fu disperso il Cesio. Uno studio epidemiologico realizzato nel 2006 ha studiato le conseguenze di questo incidente sull'incidenza del cancro fra la popolazione che fu a contatto con il materiale radioattivo, ma nessun aumento statisticamente significativo dell'incidenza di cancro è stata registrata.
- 11 marzo 1999, 4º livello INES, Tokaimura (Giappone)

Incidente che causò la sovraesposizione radiologica dei lavoratori dell'impianto di fabbricazione di combustibile nucleare in seguito ad un evento critico.
- 2006, 4º livello INES, Fleurus (Belgio)

Causò gravi effetti sulla salute di un lavoratore di un impianto radiologico commerciale in seguito a un'elevata dose di radiazioni assorbite.
- 11 marzo 2011, 7º livello INES[10][11], Fukushima (Giappone)

A seguito del grave terremoto dell'11 marzo 2011, l'unità 1 della centrale nucleare di Fukushima Dai-ichi, dopo circa 24 ore dall'evento, durante un'ulteriore scossa di terremoto, ha registrato un'esplosione con fuoriuscita di fumo bianco, presumibilmente idrogeno rilasciato dal liquido di raffreddamento in condizioni di alta temperatura e pressione, con conseguente dispersione di materiale irradiato all'esterno e crollo del tetto di un edificio di servizio, non ospitante il reattore. Il 13 marzo si è verificata un'analoga esplosione all'unità 3. Nella mattina del 15 marzo, dopo numerosi allarmi riguardanti la mancata ricopertura delle barre del reattore dell'unità 2, si è verificata un'esplosione che a una prima indagine potrebbe aver danneggiato il rivestimento esterno del nucleo, rimasto intatto nelle unità 1 e 3. Anche le 4 unità della centrale di Fukushima Dai-ni, situata a 11 km dall'altra, e che erano in funzione al momento del sisma, sono state spente automaticamente dai sistemi di sicurezza, ma il malfunzionamento degli impianti di raffreddamento dei reattori ha provocato una situazione di allarme, di grado inferiore in quanto senza rilascio di radioattività all'esterno degli impianti.